# Mercè Llimona
Mercè Llimona i Raymat (Barcelona, 1914 - ib., 1997) fue una ilustradora catalana especializada en literatura infantil.

## Biografía
Nació el 16 de abril de 1914, en el número 42 de la calle Roger de Llúria de la ciudad de Barcelona. Fue una ilustradora de libros para niños. Pertenecía a una familia con tradición artística, ya que era hija de Joan Llimona y sobrina del escultor Josep Llimona, su hermana Nùria también se dedicó a la pintura . El ambiente familiar influyó decisivamente en su vocación. A los quince años estudió en la Escuela de la Lonja , pero, sintiéndose más dotada para el dibujo que para la pintura, completó su formación en el taller de su tío y en las Academias Dalmases, y Baixas. A los dieciocho años ingresó en el Círculo Artístico de Sant Lluc, mientras ejercía de profesora de dibujo en la Mutua Escolar Blanquerna; pronto ilustró con dibujos a pluma muchos cuentos recogidos por Valeri Serra i Bolda en las Rondalles populars, editadas por Políglota.
Cuando estalló la guerra civil española, marchó hacia París, donde trabajó para la "Bonne Presse". Seguidamente, desde allí se trasladó a San Sebastián, donde publicó una de sus primeras obras: La princesa risita (1938) y colaboró en las revistas infantiles: Mis Chicas y Flechas y pelayos. En 1939 vuelve a Barcelona. Comienza su relación con las editoriales Juventud y con Hymsa; ha creado e ilustrado más de medio centenar de libros para niños, entre los que destacamos: Tic-Tac, Chupete, El muñeco de papel (galardonado por la Fundación Germán Sánchez Ruiperez como uno de los 100 mejores libros infantiles del siglo XX) , Mi Angel de la Guarda, Ha nascut un infant, Del temps de l'àvia, Jocs i cançons, las series de Bibí, y las adaptaciones de los cuentos de Perrault y de Andersen: la Cenicienta, Pulgarcito, el soldadito de plomo, y muchos otros.
Hizo originales destinados a estampería y villancicos, con unos dibujos expresivos y tiernos que tienen gran fuerza gracias al cuidado de su ambiente. Ha sido presidenta del Círculo Artístico de Sant Lluc (1964-1966) y de la Asociación Profesional de Ilustradores (API).
En 1940 ilustró su primer libro, Blancanieves, publicado por Editorial Juventud , pero su primer gran éxito fue Tic-Tac (1942). En resumen tiene editados más de 50 libros, ha sido miembro honoraria de la Real Academia Catalana de Bellas Artes de Sant Jordi y profesora de la Mutua Escolar Blanquerna. En 1986 recibió la Cruz de Sant Jordi de la Generalidad de Cataluña.
En el ámbito internacional de los años 80 colaboró para la editorial Random House de Nueva York y con la editorial francesa Les DeuxCoqs D'Or de París. Además decoró habitaciones infantiles de casas particulares y pintó murales en la Clínica Corachán de Barcelona. Años después la editorial Destino publicó el libro Peter Pan y dos libros en prosa: No m'oblidis, Diari d'una col·legiada y una recopilación de sus memorias: No m'oblidis, Diari d'una col·legiala.
Llimona se casó en 1943 con Félix Escalas, con el que tuvo cinco hijos. En 1951 sufrió una enfermedad persistente a lo largo de su vida, esta enfermedad le perjudicó gravemente en el ámbito profesional. A pesar de los problemas, Mercè Llimona sacó fuerzas y luchó para continuar dibujando hasta los últimos días de vida. Fue presidenta del Círculo Artístico de Sant Lluc y de la asociación Profesional de Ilustradores. Durants los años 80 recibió una serie de premios. Finalmente murió el 29 de noviembre de 1997 en Barcelona.
El Fondo personal de Mercè Llimona se conserva en la Biblioteca de Cataluña.

## Obras

### Obras infantiles
1930-1944
- Ha nascut un infant. Barcelona: Hymsa, 1976.
- La princesa risita. San Sebastián, 1938.
- Xupet. Barcelona: Hymsa, 1979.
- Tic-Tac : Les hores del dia d'una nena. Barcelona: Ediciones B, 2002.
- El ninot de paper. Barcelona: Ediciones B, 2002.
- Mi Ángel de la guarda. Barcelona: Hymsa, 1947.

1976-1983
- Jocs i cançons per als infants. Barcelona: Hymsa, 1977.
- Llibre acompanyat de cassette. Barcelona: Hymsa, 1979.
- Altres jocs i cançons. Barcelona: Hymsa, 1978.
- Del temps de l'àvia. Barcelona: Hymsa, 1978.
- Nadal: poemes i cançons. Barcelona: Hymsa, 1978.
- Bibí i l'estiu. Barcelona: Hymsa, 1982.
- Bibí i la primavera. Barcelona: Hymsa, 1981.
- Bibí i la tardor. Barcelona: Hymsa, 1982
- Bibí i l'hivern. Barcelona: Hymsa, 1983.
- Bon dia! Gràcies! Si us plau!. Barcelona: Martín Casanovas, 1982.

### Obras infantiles (adaptación e illustración)
1941-1944
- Hermanos Grimm, J. I W. Blancanieves. "Barcelona: Juventud, 1941."
- Caperucita roja y los tres ositos. "Barcelona: Juventud, 1944."

1984-1992
- Perrault, Charles. La Ventafocs. "Barcelona: Hymsa, 1984."
- Perrault, CHARLES. Polzet. "Barcelona: Hymsa, 1985."
- Andersen, Hans Christian. El soldadet de plom. "Barcelona: Hymsa, 1986."
- Andersen, Hans Christian. La donzelleta de la mar. "Barcelona: Hymsa, 1987."
- Cinc faules d'animals. "Barcelona: Hymsa, 1990"
- Els tres óssos. "Barcelona: Hymsa, 1988."
- La rateta que escombrava l'escaleta. "Barcelona: Hymsa, 1988."
- El conte de les set cabretes. "Barcelona: Hymsa,1989."
- Andersen, Hans Christian. La princesa del pèsol. "Barcelona: Hymsa, 1992."

### Obras infantiles (ilustración)
1927-1947
- Valeri Serra i Boldú. La dona que no volia rentar els plats. Rondalles populars.

Barcelona: Pliglota, 1930. Vol 2. P. 25-30
- Les santetes. Rondalles populars.

Barcelona: Poliglota, 1930. Vol 4. P. 19-45.
- Anar per llana. Rondalles populars.

Barcelona: Poliglota, 1931. Vol 7. p. 55-60.
- El badoc. Rondalles populars.

Barcelona: Polglota, 1931. Vol 7. p. 49-54.
- El gos i la cogullana. Rondalles populars.

Barcelona: Poliglota, 1931.Vol 7 .p. 43-48.
- Val més enginy que força. Rondalles populars.

Barcelona: Poliglota, 1931. Vol 7 .p. 33-39.
- Dos que volien descansar. Rondalles populars.

Barcelona: Poliglota, 1932. Vol 12. p. 55-59.
- Els estudiants de Cervera. Rondalles populars.

Barcelona: Poliglota, 1932- Vol 8. p. 9-27.
- Francesca La Bisbal. Rondalles populars.

Barcelona: Poliglota, 1932. vol. 9 .p. 7-24.
- Joan pobre i Joan ric.Rondalles populars.

Barcelona: Poliglota, 1932. Vol. 10. P.49-68.
- Llegenda de Santa Brigida. Rondalles populars.

Barcelona: Poliglota, 1932. Vol. 8. P.59-75.
- La Mare del sol i el pare dels sacs. Rondalles populars.

Barcelona: Poliglota, 1932. Vol 8. P.59-75.
- Marieta i Josepet. Rondalles populars.

Barcelona: Poliglota, 1932. Vol. 11. P.23-43.
- La bruixa de la cova gran. Rondalles populars.

Barcelona: Poliglota, 1932.
Portada ilustrada por Mercè Llimona.
- Rondalles populars.

Portadas ilustradas por Mercè Llimona: Vol 8 /Vol 9.
Barcelona: Poliglota, 1932
- Els Tres Consells del pagès. Rondalles populars.

Barcelona: Poliglota, 1932. Vol. 12. P. 39-51.
- El Libro de las fábulas. Recopilación de las más famosas fábulas de Samaniego,
- La Fontaine, Iriarte, Hartzembusch, etc. Ilustraciones de Llaverias. Barcelona: Juventud, 1943.

(Portadas ilustradas por Mercè Llimona)
- Wigging, Kate Douglas. Rebeca de la granja del sol.

Novela americana para niñas de 12 a 16 años. Barcelona: Hymsa, 1943.
- Wigging, Kate Douglas. Lo que contó Rebeca a sus amigas.

Novela americana para niñas de 13 a 16 años. Barcelona: Hymsa, 1945.
- Gir, llde. (Pseud de Matilde Gironella). Marialí. Novela para niñas.

Barcelona: Juventud, 1947.
- Sepúlveda, Pilar. Un Colegio de muñecas.

Novela para niñas de 8 a 12 años. Barcelona: Hymsa, 1951.
- Los Duendes y otros cuentos populares. Miquel-Rius, 1947.

Portada ilustrada por Mercè Llimona.
- Spyri, Juana. Heidi. Barcelona: Juventud, 1954.

Ilustracions de portada y lámines interiores de Mercè Llimona.
- Mi libro encantado. México: Cumbre: Éxito, 1959

Sánchez Silva, José María.
- Marcel·li pa i vi. Barcelona: Raylú, 1969. Heinrich Hoffmann.
- En Perot l'escabellat. Barcelona: Hymsa, 1980.
- Pedrito el greñoso. Barcelona: Hymsa, 1980.

### Obras no infantiles (ilustración)
- Tharaud, J. I J. Leyendas de la Virgen. Barcelona: Ediciones Mediterráneas, 1952.
- Garriga, Ramon. Somnis entre palmes. Barcelona, 1953.
- Llimona, Jordi. La Noia de Cadaqués i altres històries. Barcelona: Selecta, 1973.

### Autobriografías
- No m'oblidis : diari d'una col·legiala. Barcelona: Destino, 1995
- Han passat els anys i més apunts. Barcelona: Destino, 1996